# Вбивство у «Східному експресі» (фільм, 2017)
«Вбивство у „Східному експресі“» (англ. Murder on the Orient Express) — американська кримінальна кінодрама режисера, продюсера і виконавця головної ролі Кеннета Брани, що вийшла 2017 року. Стрічка знята на основі однойменного роману Агати Крісті і розповідає про розслідування детективом Пуаро убивства, що сталося у потязі, де кожен є підозрюваним. У головних ролях Мішель Пфайффер, Джуді Денч, Пенелопа Крус, Віллем Дефо, Джонні Депп.
Вперше фільм продемонстрували 2 листопада 2017 року в Лондонському королівському Альберт-голі, а в Україні у широкому кінопрокаті показ розпочався 9 листопада 2017 року.

## Сюжет
Мандрівка на одному з найрозкішніших потягів Європи раптом перетворюється на одну з найстильніших і найзахопливіших загадок в історії. Екранізація роману автора багатьох бестселерів Агати Крісті «Вбивство у „Східному Експресі“» розповідає історію тринадцяти пасажирів потягу, кожен з яких знаходиться під підозрою. І лише детектив має якомога швидше розгадати головоломку, перш ніж злочинець завдасть нового удару.
Під час перебування бельгійського детектива Еркюля Пуаро в Єрусалимі 1934-го року, його просять розкрити крадіжку. З Храму Гробу Господнього викрадено реліквію, що загострює міжрелігійну ворожнечу. Злодій лишив сліди дорогого взуття, якого не носять підозрювані рабин, імам та священник. Пуаро визначає, що злочинцем є головний інспектор поліції, котрий підбурив крадіжкою народ до заворушень аби мати роботу. При обшуку знаходять реліквію, злочинець намагається втекти, але завдяки Пуаро його вдається схопити.
Пуаро прямує поромом у Стамбул, дорогою зустрічаючи темношкірого лікаря Арбетнота і гувернантку Мері Дебенгем. У Стамбулі Пуаро зустрічає свого друга і начальника найрозкішнішого потяга, «Східного експресу», месьє Бука. Той виділяє для Пуаро службове купе, оскільки всі квитки вже продано. В потязі під час сніданку до Пуаро звертається за допомогою галерист Семюель Ретчетт. Йому погрожують розправою гангстери-колекціонери за те, що той продав їм підробки. Семюель пропонує Пуаро велику суму за свій захист впродовж подорожі, але Пуаро відмовляється захищати афериста.
Вночі на колію сходить лавина, потяг зупиняється посеред гір. Месьє Бук запевняє, що зі станції вже спрямовано бригаду рятувальників. Камердинер Едвард Мастерман приносить Ретчетту сніданок і виявляє, що галериста вбито. Бук вмовляє Пуаро розслідувати злочин, щоб поліція не взялася за це та не засудила невинних. Огляд місця вбивства показує, що Семюеля безладно заколото багатьма ударами ножа, розбитий годинник показує другу ночі, на підлозі виявлено хустку з монограмою «Н» і йоржик для чистки люльки. Детектив дізнається, що вночі поруч проходив хтось у червоному кімоно. Оглянувши залишки листа з погрозою, Пуаро з'ясовує, що вбитого насправді звали Кассетті. Це злочинець, фігурант гучної «справи Армстронгів», що вбив дівчинку Дейзі, як наслідок від шоку загинула її мати Соня, вагітна другою дитиною. Звинувачення впало на покоївку, тоді як справжній вбивця лишився невідомим.
Першим детектив допитує юриста МакКвіна, що допомагав покійному в торгівлі антикваріатом. Той повідомляє, що в Ретчетта було багато ворогів, сам він має алібі — допізна просидів за випивкою з Арбентнотом. Вдова Керолайн Габбард повідомляє детективові, що в її купе вночі заходив невідомий чоловік у формі провідника та згубив ґудзик. Пуаро допитує Мастермана, смертельно хворого на рак і вважає, що він міг писати погрози, позаяк йому нічого втрачати. Місіонерка Пілар Еставадос розповідає як вночі виходила з купе і ввечері бачила Ретчетта живим. Детектив веде розмови з професором Гардменом, з бізнесменом Беніаміно Маркесом, княгинею Наталею Драгомировою, її компаньйонкою Гіллдегардою і гувернанткою Мері Дебенгем. Кожен із них не розповідає всієї правди, тож опиняється під підозрою.
Пуаро і Бук знаходять форму без ґудзика в речах Гіллдегарди, а кімоно — підкладеним до валізі самого Пуаро. Позаяк форма пахне бурбоном, підозра падає на пияка МакКвіна. Той спалює якісь папери, якими виявляються рахунки Ретчетта. Він зізнається, що обкрадав убитого, та під час скоєння злочину був з Арбентнотом. Останній — курець, якому належав йоржик, але він відмовляється повідомляти деталі, посилюючи підозри. Пуаро довідується, що батько МакКвіна був прокурором, який помилково засудив у «справі Армстронгів» невинну покоївку.
Хтось намагається вбити Габбард, але ранить її так, що важливі органи лишаються незачепленими. Пуаро допитує Гелену Андрені, котра виявляється сестрою покійної Соні Армстронг. Детектив викриває професора Герхарда Гардмена, що виконував доручення з охорони Ретчетта і в нього була закохана покоївка, звинувачена у викраденні доньки Армстронгів. Пуаро розмовляє з Мері Дебенгем, яка служила гувернанткою в Армстронгів. Будучи пов'язаною з гучною справою, вона не могла потім знайти роботу, тому могла помститися Ретчетту.
Детектив збентежений свідченнями, кожен мав мотив убити Едварда, але не міг самотужки з цим впоратися. Несподівано Арбентнот стріляє в Пуаро, але не влучає. Він стверджує, що Мері невинна, це він убив Семюеля за те, що він попри допомогу Арбентноту в навчанні після армії виявився негідником, котрий зганьбив репутацію близької йому Мері. Детектив не вірить, що той убивця, але здогадується, що він як лікар знав як поранити Габбард, лишивши її живою і при цьому відвести на себе підозри. Пуаро розуміє як було насправді.
Він приходить до підозрюваних, які зібралися в тунелі та оголошує, що вони всі у змові і пов'язані з родиною Армстронгів, тому й зібралися в потязі. Княгиня Наталія Драгомирова, чий ініціал знайдено на хустинці, була хресною загиблої Дейзі, а провідник — братом звинуваченої в її убивстві покоївки. Мастерман служив денщиком Армстронга, батько Маркеса служив в родині Армстронгів шофером. Керолайн Габбард насправді бабуся Дейзі — актриса Лінда Ардан. Гелена Андрені — її друга дочка. Кожен виконував свою частку злочину та лишив свої докази й свідчення аби заплутати слідство. Лінда розповідає, що ударів Семюелю завдали кожен, кого торкнулася «справа Армстронгів». Пуаро заявляє, що розуміє змовників і вони можуть вбити його як єдиного, хто викрив винних, але ті не наважуються на ще одне вбивство. Лінда намагається застрелитися, та револьвер виявляється незарядженим.
Пуаро заявляє пасажирам, що повідомить поліції начебто Ретчетта вбив невідомий, який зійшов на станції. На пероні поліцейський сповіщає, що детектива просять прибути до Єгипту, де на Нілі скоєно вбивство.

## У ролях
| Актор                | Актор дубляжу       | Персонаж                         | Роль (на початок фільму: без спойлерів) |
| -------------------- | ------------------- | -------------------------------- | --------------------------------------- |
| Кеннет Брана         | Андрій Альохін      | Еркюль Пуаро                     | видатний приватний детектив             |
| Том Бейтман          | Андрій Федінчик     | Месьє Бук                        | начальник потяга, давній друг Еркюля    |
| Пенелопа Крус        | Олена Узлюк         | Пілар Еставадос                  | місіонерка                              |
| Віллем Дефо          | Євген Пашин         | Гергард Гардмен                  | професор                                |
| Джуді Денч           | Наталія Надірадзе   | Наталія Драгомірова              | княгиня                                 |
| Джонні Депп          | Андрій Твердак      | Семюель Ретчетт або Джон Кассеті | багатий американець, галерист і аферист |
| Джош Ґад             | Олександр Погребняк | Гектор МакКвін                   | секретар Ретчетта                       |
| Мішель Пфайффер      | Інна Капінос        | Керолайн Габбард/Лінда Ардан     | овдовіла світська левиця                |
| Сергій Полунін       | Володимир Канівець  | Граф Рудольф Андрені             | дипломат                                |
| Леслі Одом-молодший  | Роман Чорний        | Арбетнот                         | темношкірий лікар                       |
| Дейзі Рідлі          | Антоніна Якушева    | Мері Дебенгем                    | гувернантка                             |
| Дерек Джекобі        | Юрій Висоцький      | Едвард Генрі Мастерман           | камердинер у потязі                     |
| Марван Кензарі       | Павло Скороходько   | П'єр Мішель                      |                                         |
| Люсі Бойтон          | Дарина Муращенко    | Графиня Андрені                  |                                         |
| Олівія Колман        | Лариса Руснак       | Гільдегард Шмідт                 |                                         |
| Мануель Гарсія-Рулфо | Петро Сова          | Бен'яміно Маркес                 |                                         |
|                      | Микола Луценко      | Ейнсворт                         |                                         |
|                      | Єгор Скороходько    | Хлопчик                          |                                         |

### Дубляж українською мовою
Фільм дубльовано студією «Postmodern Postproduction» на замовлення компанії «Ukrainian Film Distribution».
- Автор перекладу: Олег Колесніков
- Режисер дубляжу: Павло Скороходько
- Звукорежисер: Антон Семикопенко[2].

## Створення фільму

### Творча група
- Кінорежисер — Кеннет Брана
- Сценарист — Майкл Грін
- Кінопродюсери — Кеннет Брана, Марк Гордон, Джуді Гоффлунд, Саймон Кінберг, Майкл Шефер, Рідлі Скотт, Адітья Суд
- Виконавчі продюсери — Метью Дженкінс, Джеймс Прічард, Гілларі Стронг
- Композитор — Патрік Дойл
- Кінооператор — Гаріс Замбарлукос
- Кіномонтаж — Мік Одслі
- Підбір акторів — Люсі Бівен
- Художник-постановник — Джим Клей
- Артдиректори — Ендрю Акленд-Сноу, Вілл Кобро, Чарло Долі, Джордана Фінкель, Філ Гарві і Домінік Мастерс
- Художник по костюмах — Александра Бірн[10].

### Виробництво
Про створення фільму було повідомлено у грудні 2013 року, вказано було що вироблятиме стрічку компанія «20th Century Fox», а продюсерами стануть Рідлі Скотт, Марк Гордон і Саймон Кінберг. У червні 2015 року «TheWrap» повідомив, що сценаристом буде Майкл Грін, а про посаду режисера ведуться перемовини з Кеннетом Браною. Вже у листопаді 2015 року «Variety» повідомив, що Кеннет Брана, окрім режисерського крісла, також буде грати роль головного героя і продюсуватиме стрічку. 29 вересня 2016 року журнал «The Hollywood Reporter» повідомив, що Мішель Пфайффер, Дейзі Рідлі, Майкл Пенья, Джуді Денч, Джонні Депп, Леслі Одом молодший, Том Бейтмен зіграють у фільмі.
Знімання фільму розпочалося 22 листопада 2016 року в Великій Британії.

## Прокат
Світова прем'єра стрічки відбулась 2 листопада 2017 року в Лондонському королівському Альберт-Холі. 31 жовтня 2017 року стрічці було видано державне посвідчення на право розповсюдження і демонстрування в Україні з віковим обмеженням 12+, а показ розпочався 9 листопада 2017 року.

## Сприйняття

### Оцінки і критика
Від кінокритиків фільм отримав змішані відгуки: Rotten Tomatoes дав оцінку 59 % на основі 163 відгуків від критиків (середня оцінка 6,1/10). Загалом на сайті фільм має погані оцінки, фільму зарахований «гнилий помідор» від фахівців, Metacritic — 53/100 на основі 40 відгуків критиків. Загалом на цьому ресурсі від фахівців фільм отримав змішані відгуки.
Від пересічних глядачів фільм отримав схвально-змішані відгуки: на Rotten Tomatoes 62 % зі середньою оцінкою 3,5/5 (14 980 голосів), фільму зарахований «попкорн», на Metacritic — 6,1/10 на основі 14 голосів, Internet Movie Database — 6,8/10 (6 703 голоси).
Схвально відгукнулася про фільм кінокритик Надія Заварова, на сайті «Cultprostir.ua» написала, що: «Крісті напевно сподобалася б ця екранізація, адже леді Агата завжди цінувала талант, сміливість інтерпретації та почуття гумору, якого режисерові не позичати». Також є негативні відгуки: кінооглядач видання «Новое Время» Валерій Мирний поставив фільмові оцінку 5 з 10 і написав: «на подив невдала робота від майже класика світового кінематографа», а кінооглядач Телеканалу «24» Юлія Ліпенцева написала: «як би не старались всі другорядні актори, невдалий Пуаро псує результат, тим паче, що його у фільмі найбільше». Редакторка журналу «Vogue.ua» Марія Дачковська написала, що "в цілому, візуально напрочуд цілісне й гармонійне «Вбивство у „Східному експресі“» виявляється надто розпорошеним змістовно".

### Касові збори
Під час показу в Україні, що розпочався 9 листопада 2017 року, протягом першого тижня на фільм було продано 229 107 квитків, фільм був показаний на 170 екранах і зібрав 18 961 662 ₴ (715 170 $), що на той час дозволило йому зайняти 1 місце серед усіх прем'єр.
Під час показу у США, що розпочався 10 листопада 2017 року, протягом першого тижня фільм був показаний у 3 341 кінотеатрі і зібрав 28 200 000 $, що на той час дозволило йому зайняти 3 місце серед усіх прем'єр. Станом на 19 листопада 2017 року показ фільму триває 10 днів (1,4 тижня), зібравши у прокаті в США 51 728 362 долари США, а у решті світу 96 534 097 $ (за іншими даними 96 500 000 $), тобто загалом 148 262 459 $ (за іншими даними 148 228 362 $) при бюджеті 55 млн доларів США.

## Музика
Музику до фільму «Вбивство у „Східному експресі“» написав і виконав Патрік Дойл (окрім пісні «Never Forget», яку виконала Мішель Пфайффер), саундтрек вийшов 10 листопада 2017 року на лейблі «Sony Classical».
| Список треків | Список треків          | Список треків |
| #             | Назва                  | Тривалість    |
| ------------- | ---------------------- | ------------- |
| 1.            | «The Wailing Wall»     | 1:43          |
| 2.            | «Jaffa To Stamboul»    | 1:27          |
| 3.            | «Arrival»              | 2:02          |
| 4.            | «The Orient Express»   | 1:29          |
| 5.            | «Departure»            | 1:01          |
| 6.            | «Judgement»            | 2:29          |
| 7.            | «Touch Nothing Else»   | 2:54          |
| 8.            | «MacQueen»             | 2:20          |
| 9.            | «Twelve Stab Wounds»   | 2:58          |
| 10.           | «The Armstrong Case»   | 1:22          |
| 11.           | «Mrs. Hubbard»         | 1:34          |
| 12.           | «This Is True»         | 2:52          |
| 13.           | «Keep Everyone Inside» | 1:24          |
| 14.           | «Confession»           | 1:50          |
| 15.           | «Geography»            | 1:25          |
| 16.           | «One Sharp Knife»      | 2:24          |
| 17.           | «Ma Katherine»         | 1:09          |
| 18.           | «True Identity»        | 2:08          |
| 19.           | «Dr. Arbuthnot»        | 1:54          |
| 20.           | «It Is Time»           | 1:06          |
| 21.           | «Justice»              | 9:30          |
| 22.           | «Poirot»               | 2:40          |
| 23.           | «Never Forget»         | 3:58          |
| 24.           | «Orient Express Suite» | 3:20          |
| 57:00         |                        |               |

## Невідповідність
- На перегоні Вінковці — Брод залізнична колія не проходила серед гір, через їх відсутність.[джерело?]

### Виноски
1. 1 2 3 4  Вбивство у «Східному експресі». Ukrainian Film Distribution. Архів оригіналу за 13 листопада 2017. Процитовано 31 жовтня 2017.
2. 1 2 3  Убийство в Восточном экспрессе (англійською та російською) . Postmodern LLC. Архів оригіналу за 13 листопада 2017. Процитовано 13 листопада 2017.
3. ↑  Murder on the Orient Express: Release Info (англійською) . Internet Movie Database. Архів оригіналу за 9 листопада 2017. Процитовано 17 листопада 2017.
4. 1 2 3  Вбивство у «Східному експресі». Kino-teatr.ua. Архів оригіналу за 15 травня 2017. Процитовано 17 червня 2016.
5. 1 2  Dave McNary (8 листопада 2017). Box Office: ‘Thor: Ragnarok’ to Rule Over ‘Daddy’s Home 2,’ ‘Orient Express’ (англійською) . Variety. Архів оригіналу за 9 листопада 2017. Процитовано 9 листопада 2017.
6. 1 2 3 4  Murder on the Orient Express (2017) (англійською) . Box Office Mojo. Архів оригіналу за 27 лютого 2018. Процитовано 20 листопада 2017.
7. 1 2 3 4  Murder on the Orient Express (2017) (англійською) . The Numbers. Архів оригіналу за 20 листопада 2017. Процитовано 20 листопада 2017.
8. 1 2  Список фільмів, на які видано державні посвідчення на право розповсюдження та демонстрування фільмів у 2017 році за 3 листопада (google webcache). Державне агентство України з питань кіно. Процитовано 11 листопада 2017.
9. 1 2  Murder on the Orient Express. World Premiere (англійською) . Royal Albert Hall. 2 листопада 2017. Процитовано 17 листопада 2017.
10. ↑  Murder on the Orient Express: Full Cast & Crew (англійською) . Internet Movie Database. Архів оригіналу за 24 червня 2017. Процитовано 17 червня 2017.
11. ↑  Dave McNary (12 грудня 2013). Fox Remaking ‘Murder on the Orient Express’ (EXCLUSIVE) (англійською) . Variety. Архів оригіналу за 25 січня 2021. Процитовано 31 жовтня 2017.
12. ↑  Jeff Sneider (16 червня 2015). Kenneth Branagh in Talks to Direct Agatha Christie’s ‘Murder on the Orient Express’ (Exclusive) (англійською) . TheWrap. Архів оригіналу за 7 листопада 2017. Процитовано 31 жовтня 2017.
13. ↑  Dave McNary (20 листопада 2015). Kenneth Branagh to Direct, Star in ‘Murder on the Orient Express’ Remake (англійською) . Variety. Архів оригіналу за 8 листопада 2020. Процитовано 31 жовтня 2017.
14. ↑  Borys Kit , Rebecca Ford (29 вересня 2016). Michelle Pfeiffer, Daisy Ridley, Michael Pena, Judi Dench Board 'Murder on the Orient Express' (Exclusive) (англійською) . The Hollywood Reporter. Архів оригіналу за 3 вересня 2017. Процитовано 6 листопада 2017.
15. ↑  Nia Daniels (22 листопада 2016). Murder on the Orient Express starts filming (англійською) . The Knowledge. Архів оригіналу за 25 лютого 2021. Процитовано 28 жовтня 2017.
16. 1 2  Murder on the Orient Express (англійською) . Rotten Tomatoes. Архів оригіналу за 3 листопада 2017. Процитовано 11 листопада 2017.
17. 1 2  Murder on the Orient Express (англійською) . Metacritic. Архів оригіналу за 1 листопада 2017. Процитовано 11 листопада 2017.
18. ↑  Murder on the Orient Express (англійською) . Internet Movie Database. Архів оригіналу за 10 листопада 2017. Процитовано 11 листопада 2017.
19. ↑  Надія Заварова (8 листопада 2017). «Вбивство в Східному експресі»: на радість Агаті Крісті. Cultprostir.ua. Архів оригіналу за 11 листопада 2017. Процитовано 10 листопада 2017.
20. ↑  Валерій Мирний (10 листопада 2017). Безглузда смерть. Рецензія на нову екранізацію Агати Крісті - Вбивство у Східному експрес. Новое Время. Архів оригіналу за 10 листопада 2017. Процитовано 10 листопада 2017.
21. ↑  Юлія Ліпенцева (11 листопада 2017). Вбивство у "Східному експресі": суперечлива екранізація пригод Еркюля Пуаро. Телеканал «24». Архів оригіналу за 11 листопада 2017. Процитовано 11 листопада 2017.
22. ↑  Марія Дачковська (12 листопада 2017). Фільм тижня: «Вбивство у «Східному експресі» Кеннета Брана. Vogue.ua. Архів оригіналу за 14 листопада 2017. Процитовано 14 листопада 2017.
23. ↑  Murder on the Orient Express (2017) — Ukraine Weekend Box Office (англійською) . Box Office Mojo. Архів оригіналу за 26 листопада 2017. Процитовано 17 листопада 2017.
24. ↑  Олексій Першко (14 листопада 2017). Бокс-Офіс 45 (2017): Міць рімейка. Kino-teatr.ua. Архів оригіналу за 16 листопада 2017. Процитовано 16 листопада 2017.
25. ↑  Patrick Doyle. Murder on the Orient Express (Original Motion Picture Soundtrack) (англійською) . Allmusic. Архів оригіналу за 11 листопада 2017. Процитовано 11 листопада 2017.
26. ↑  filmmusicreporter (5 жовтня 2017). ‘Murder on the Orient Express’ Soundtrack Details (англійською) . Film Music Reporter. Архів оригіналу за 11 листопада 2017. Процитовано 11 листопада 2017.
27. ↑  Patrick Doyle ‎– Murder On The Orient Express (Original Motion Picture Soundtrack) (англійською) . Discogs. Архів оригіналу за 11 листопада 2017. Процитовано 11 листопада 2017.
28. ↑  Murder on the Orient Express Soundtrack. Patrick Doyle (англійською) . Amazon.com, Inc. Процитовано 11 листопада 2017.